# Fachreferent
Ein Fachreferent ist ein Sachbearbeiter für ein bestimmtes Fachgebiet. 
Er zeichnet sich durch ein hohes Spezialwissen in dem jeweiligen Fachgebiet aus.
Häufig wird die Bezeichnung im öffentlichen Dienst Deutschlands für Stellen als Referent in den Referaten eines Ministeriums verwendet, speziell bei bayerischen Ministerialbeauftragten im Schulwesen, siehe Ministerialbeauftragter#Fachreferenten.
In wissenschaftlichen Bibliotheken sind Fachreferenten Bibliothekare, die für die Auswahl und Erschließung der Fachliteratur eines bestimmten Faches sowie fachspezifische Benutzerberatung und Vermittlung von Informationskompetenz zuständig sind. Fachreferenten haben in der Regel ein wissenschaftliches Studium abgeschlossen (Master/Diplom, häufig Promotion) und danach das Bibliotheksreferendariat absolviert.
Juristischen Angelegenheiten sind ein Fachgebiet, das auch außerhalb des öffentlichen Dienstes häufig durch Fachreferenten, nämlich Rechtsreferenten vertreten wird.
Das Management der Außenkommunikation von Unternehmen wird von einem Pressereferenten übernommen.